# شورش شیخ سعید
شورش شیخ سعید پالوی پیران شورشی است که در سال ۱۹۲۵ در کردستان ترکیه از سوی کردها برای حفظ حقوق ملی خویش که از سوی آتاترک انکار می‌شد، درگرفت. شیخ سعید پیران رهبر قیام بزرگ کردها علیه آتاترک بود که در تاریخ کردها به شورش شیخ سعید مشهور است. مرکز این شورش اکثر مناطق کردنشین شامل دیاربکر، درسیم، ماردین … در کردستان ترکیه بود.

## زمینه شورش
سیاست ضد کردی شدیدی در سالهای اول تأسیس جمهوری ترکیه وجود داشت. مصطفی کمال پاشا در ۱۴ ژانویه ۱۹۲۳ در اسکی‌شهر دو موضوع مهم پرداخت ولایت موصل و مسئله کرد او گفت انگلیسی‌ها می‌خواهند در آنجا (در شمال عراق امروزی) یک کشور کرد ایجاد کنند. اگر این کار را انجام دهند این فکر به کردهای درون مرزهای ما سرایت می‌کند. برای جلوگیری از این مسئله باید از مرز جنوبی عبور کنیم. در معاهده سور برای کردها حقوق در نظر گرفته شده بود ونخست وزیر انگلیس لوید جورج در ۱۹ مه ۱۹۲۰ در کنفرانس سن ریمو گفته بود کردها نمی‌توانند بدون داشتن یک دولت بزرگ بعد از عثمانی زنده بمانند، وی در مورد سیاست انگلیس در قبال منطقه گفت پذیرش کردستان برای همه طرف‌ها ودولت ترکیه باید مورد قبول واقع شود. اما بعد از مدتی ترک‌ها دولت انگلیس را قانع کردن در صورت تشکیل کردستان تأمین منافع انگلیس در ولایت موصل ودر دیگر جاها که کردها در آن زندگی می‌کنند دشوار خواهد بود. دولت ترکیه جهت حل اختلاف موضع تشکیل کردستان و ولایت کرد نشین موصل در کنفرانس لوزان به مذاکرات دو جانبه با انگلیسی‌ها پرداخت آنها در مورد تشکیل نشدن دولت کردی هم نظر شدن ولی در مورد ولایت موصل مذاکره به نتیجه ای نرسید تصمیم گرفته شد که موضوع به جامعه ملل ارجاع داده شود. هرچند در ۶ اوت ۱۹۲۴ جامعه ملل به نفع انگلیس رای داد و انگلیسی‌ها برنده پرونده ولایت موصل شدن.
در سال ۱۹۲۳ حقوق کردها در پیمان لوزان حذف شد. کردها با ناامیدی در سال ۱۹۲۵ به رهبری شیخ سعید پیران به مبارزه مسلحانه همه گیر روی آوردن.

## شروع قیام سراسری

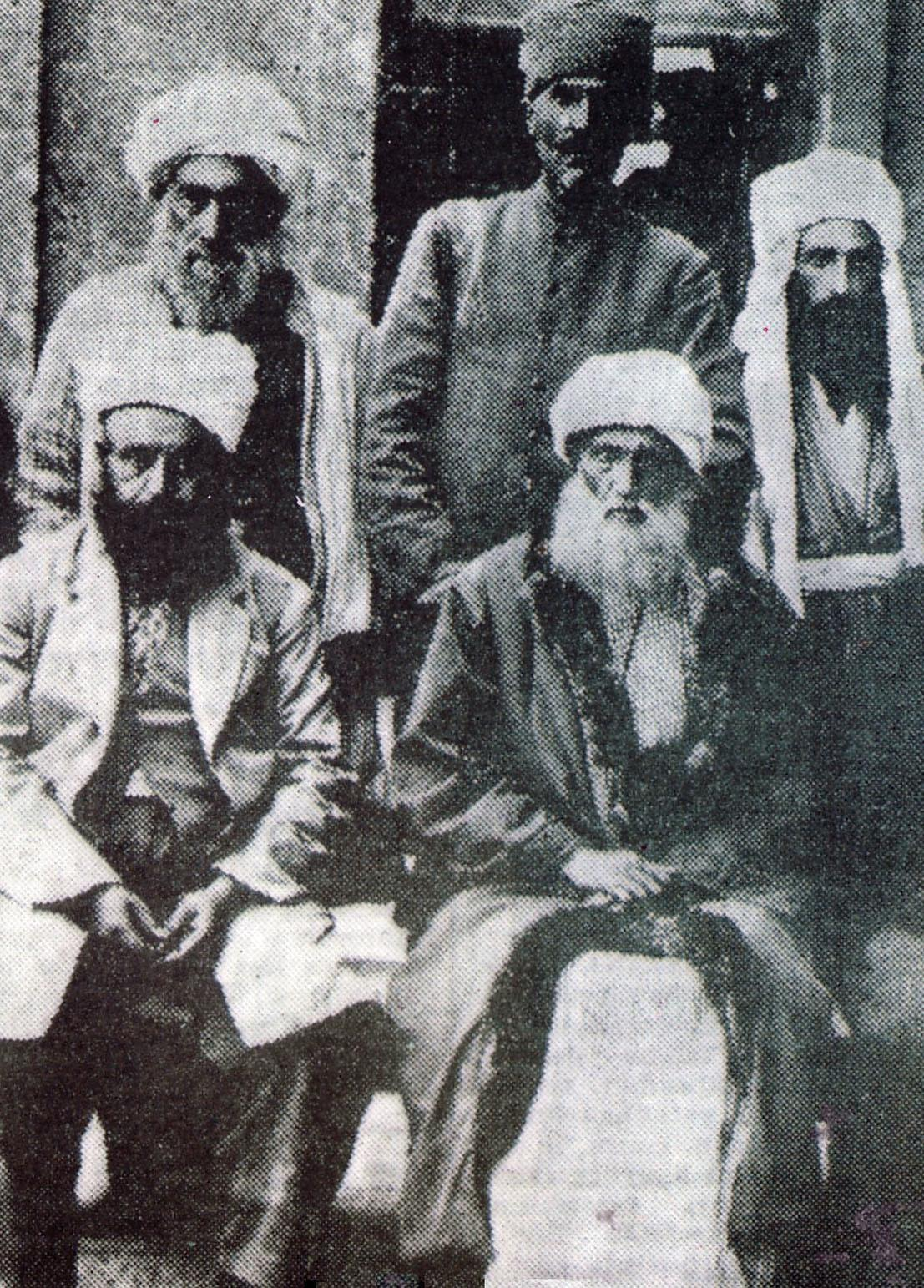
تصویر شیخ سعید پیران، نفر سمت راست (نشسته)

شورش اصلی که در تاریخ کردهای ترکیه حاکم است، شورش سال ۱۹۲۵ در منطقه کردستان ترکیه است که توسط شیخ سعید رهبری شد. سرکوب و تجاوزگری سکولاریسم کمالیستی به دنبال آن انجام شد و تمام مظاهر عمومی هویت کرد غیرقانونی اعلام شد که به نوبه خود کردها را برای شورش بیشتر آماده کرد. قیام شیخ سعید در فوریه ۱۹۲۵ آغاز شد. تقریباً از ۱۵۰۰۰ مبارز که در شورش علیه ۵۲۰۰۰ نظامی ترکیه شرکت کردند همه قبایل اصلی کرد که دران شرکت داشتند این قیام از مناطق زازا شروع شد و بیشتر قسمتهای استانهای کردستان مانند (دیاربکر) و ماردین را دربر گرفت. شورش شیخ سعید اولین شورش گسترده جنبش نژادی کرد در ترکیه بود. سازمان دهنده اصلی این شورش، انجمن مستقل کردستان انجمن آزادی بود. هدف آزادی این بود که کردها را از ظلم و ستم ترکیه آزاد کند و در نتیجه آزادی و توسعه بیشتر کشور خود را تحقق بخشد. در مارس ۱۹۲۵ شورش تقریباً پایان یافت و شیخ سعید و سایر رهبران شورشی تا ۲۹ ژوئن به دار آویخته شدند. در پاییز سال ۱۹۲۷، شیخ عبدالرحمن (برادر شیخ سعید) مجموعه ای از حملات به پادگان‌های ترکیه را در پالو و مالاتیا آغاز کرد. آنها همچنین ارتفاعات جنوب ارزروم را اشغال کردند. ارتش ترکیه با استفاده از پنج هواپیما در ماردین از نیروی هوایی علیه شورشیان استفاده کرد. در اکتبر ۱۹۲۷ شورشیان کرد به بایزید حمله کردند و آن را اشغال کردند. برادر شیخ سعید با حمله به چندین پایگاه ارتش در کردستان سعی در انتقام از دولت ترکیه داشت. هیچ چیز دائمی انجام نشد. آنها پس از ورود نیروهای کمکی ترکیه از منطقه رانده شدند.ودراخر این شورش با شکست روبرو شد. در سال ۱۹۲۹ شورش احسان نوری پاشا کنترل گستره وسیعی از قلمرو کردها را در دست گرفت و درنهایت این شورش هم تا سال ۱۹۳۰توسط ارتش ترکیه سرکوب شد.